# 日本の宇宙探検
日本の宇宙探検（にほんのうちゅうたんけん）は、宇宙航空研究開発機構(JAXA)の有人宇宙ミッションのミエル化チームによる日本の書籍。

## 概要
日本の宇宙開発の実績・実力を把握し日本の強みを知ること、そして、その目的を決めること、以上の2点を目的としてJAXA職員有志により行われた
「有人宇宙ミッションのミエル化」という活動の一部として作成された本。

## 書誌情報
『日本の宇宙探検』2012年3月8日発売。ISBN 978-4-905427-06-3